# Liste der denkmalgeschützten Objekte in Walpersbach
Die Liste der denkmalgeschützten Objekte in Walpersbach enthält die 6 denkmalgeschützten unbeweglichen Objekte der Gemeinde Walpersbach im niederösterreichischen Bezirk Wiener Neustadt-Land.

## Denkmäler
| Foto |                 | Denkmal                                                                          | Standort                                            | Beschreibung | Metadaten |
| ---- | --------------- | -------------------------------------------------------------------------------- | --------------------------------------------------- | --- | --- |
| BW   | Datei hochladen | Schloss Schleinz HERIS-ID: 30392 Objekt-ID: 27136seit 2020                       | bei Schleinz 10 Standort KG: Schleinz               | Das kleine Schloss mit regelmäßiger klassizistischer Fassade stammt aus dem Jahr 1770. Es weist einen zweigeschoßigen Torbau mit Säulen auf. | BDA-Hist.: Q1121805 Status: Bescheid Stand der BDA-Liste: 2025-06-30 Name: Schloss Schleinz GstNr.: .26, 80                                                 |
| ja   | Datei hochladen | Ortskapelle Schleinz HERIS-ID: 65112 Objekt-ID: 77929                            | gegenüber Schleinz 28 Standort KG: Schleinz         | Schlichter Rechteckbau, Ende 19. Jahrhundert, 2. Hälfte des 20. Jahrhunderts erneuert | BDA-Hist.: Q38109216 Status: § 2a Stand der BDA-Liste: 2025-06-30 Name: Ortskapelle Schleinz GstNr.: .7 Ortskapelle Schleinz                                |
| ja   | Datei hochladen | Pfarrhof HERIS-ID: 65113 Objekt-ID: 77930                                        | Walpersbach 41 Standort KG: Walpersbach             | Zweigeschoßiger Bau unter Walmdach, Ende 18. Jahrhundert, schlichte erneuerte Fassadengliederung | BDA-Hist.: Q38109234 Status: § 2a Stand der BDA-Liste: 2025-06-30 Name: Pfarrhof GstNr.: .17                                                                |
| ja   | Datei hochladen | Flur-/Wegkapelle, Schleinzerkreuz HERIS-ID: 70472 Objekt-ID: 83589               | Walpersbach 247, gegenüber Standort KG: Walpersbach | Um 1800 errichtete Wegkapelle mit flacher Apsis und geschwungenem Giebel, hölzerner Vorbau 2. Hälfte des 19. Jahrhunderts | BDA-Hist.: Q2239005 Status: § 2a Stand der BDA-Liste: 2025-06-30 Name: Flur-/Wegkapelle, Schleinzerkreuz GstNr.: 423/2 Schleinzerkreuz, Walpersbach         |
| ja   | Datei hochladen | Kath. Pfarrkirche hl. Jungfrau und Gottesmutter HERIS-ID: 30390 Objekt-ID: 27134 | Walpersbach 47, gegenüber Standort KG: Walpersbach  | Barockisierte im Kern gotische Saalkirche mit barocker Westturmfassade, 1373 Stiftung der sogenannten Frauenkapelle, 1585–1587 Erweiterung zur Wallfahrtskapelle „Zum Blutwunder“, 1713–18 Barockisierung, 1789 Turm, 1784 Pfarre Stift Reichersberg inkorporiert, 1861 selbständige Pfarre | BDA-Hist.: Q37933241 Status: § 2a Stand der BDA-Liste: 2025-06-30 Name: Kath. Pfarrkirche hl. Jungfrau und Gottesmutter GstNr.: .31 Pfarrkirche Walpersbach |
| ja   | Datei hochladen | Mariensäule HERIS-ID: 30391 Objekt-ID: 27135                                     | am Schulplatz Standort KG: Walpersbach              | Barocke Statue Maria Immaculata auf hoher Säule, bezeichnet 1733, 1846 teilweise zerstört, 1989 restauriert und versetzt | BDA-Hist.: Q37933256 Status: § 2a Stand der BDA-Liste: 2025-06-30 Name: Mariensäule GstNr.: 961/1                                                           |